# Jaskinia Kopana
Jaskinia Kopana, Jaskinia Kopana na Towarniej  – jaskinia na wzniesieniu Góry Towarne Duże w miejscowości Olsztyn w województwie śląskim, w powiecie częstochowskim, w gminie Olsztyn. Pod względem geograficznym jest to obszar Wyżyny Mirowsko-Olsztyńskiej w obrębie Wyżyny Częstochowskiej. 

## Opis
Jaskinia typu schronisko znajduje się na wschodnim stoku wzniesienia, w odległości 7 m od otworu Jaskini Cabanowej na wschód i 3 m niżej. Jest trudna do odszukania, gdyż jej otwór niemal całkowicie zarósł krzewami.
Otwór jaskini znajduje się pod niewielkim okapem. Jest bardzo mały (0,4 × 0,6 m) i w dużym stopniu zamulony. Ciągnie się za nim niski, prosty korytarzyk tworzący pętlę. Jaskinia niemożliwymi do przejścia szczelinami łączy się z Jaskinią Cabanową. Namulisko Jaskini Kopanej jest piaszczyste, na ścianach i stropie brak nacieków. Obecnie dostępna jest tylko jej początkowa część, pod okapem, poza tym jaskinia jest niemal całkowicie zamulona.
Jaskinia powstała w późnojurajskich wapieniach skalistych. Ma myte ściany. Stwierdzono występowanie w niej motyla rusałka pawik.
Jaskinię odkryli grotołazi z Sekcji Grotołazów Akademickiego Klubu Turystycznego z Poznania w roku 1965. Pierwszy jej plan opracował A. Rösler w 1965. W 2000 J. Zygmunt na podstawie pomiarów własnych i dawnego planu A. Röslera opracował nowy plan jaskini.

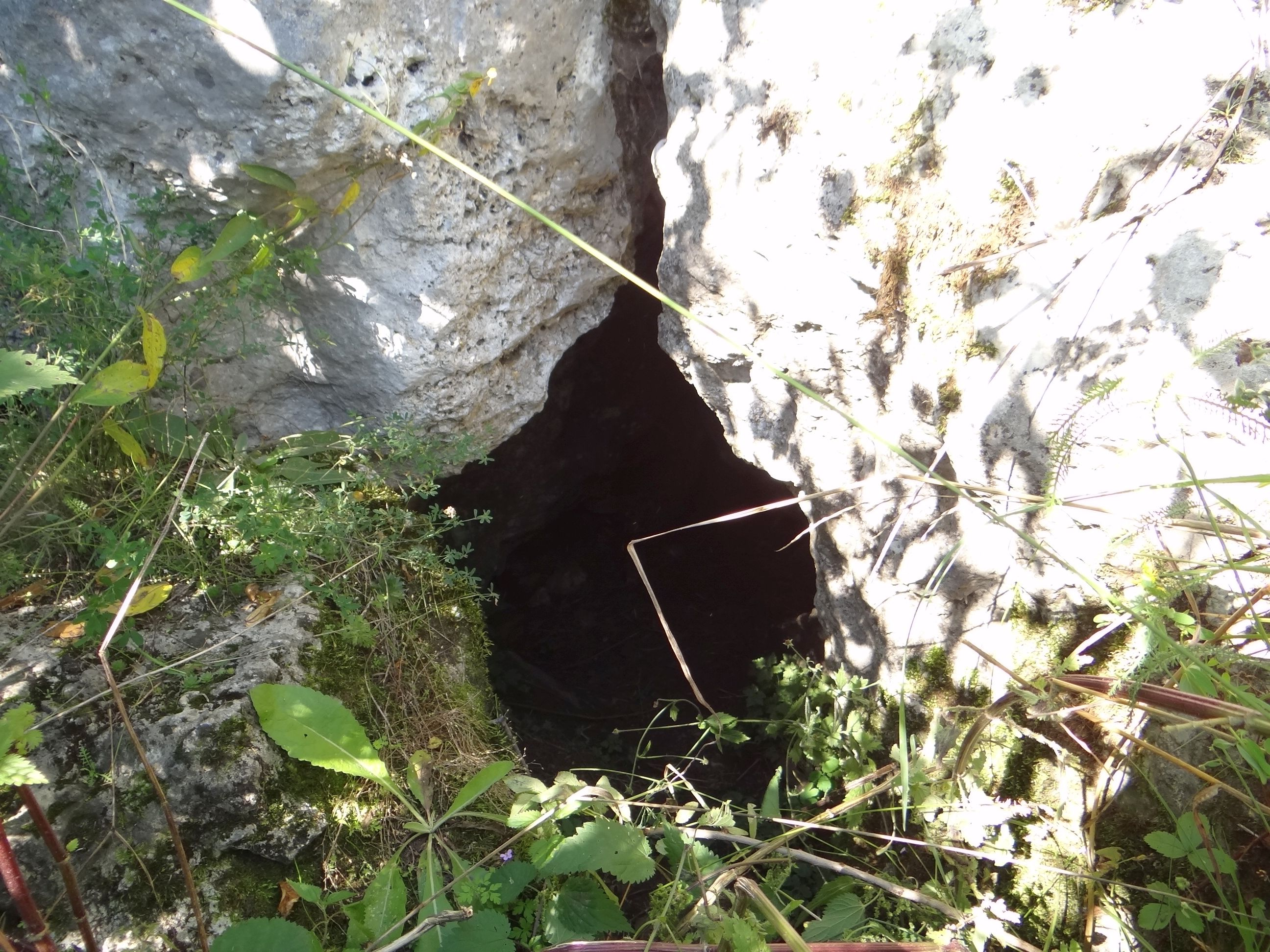
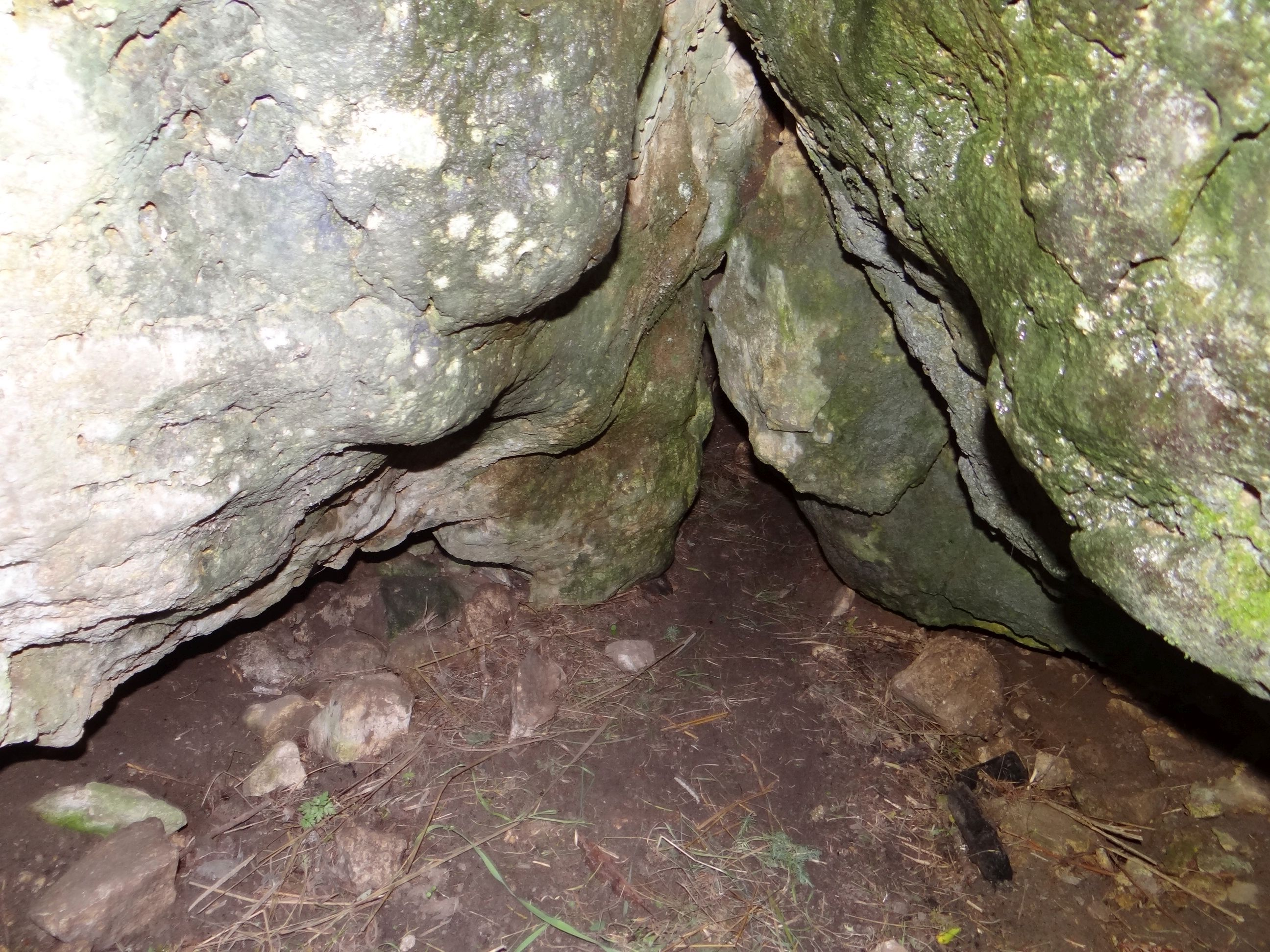
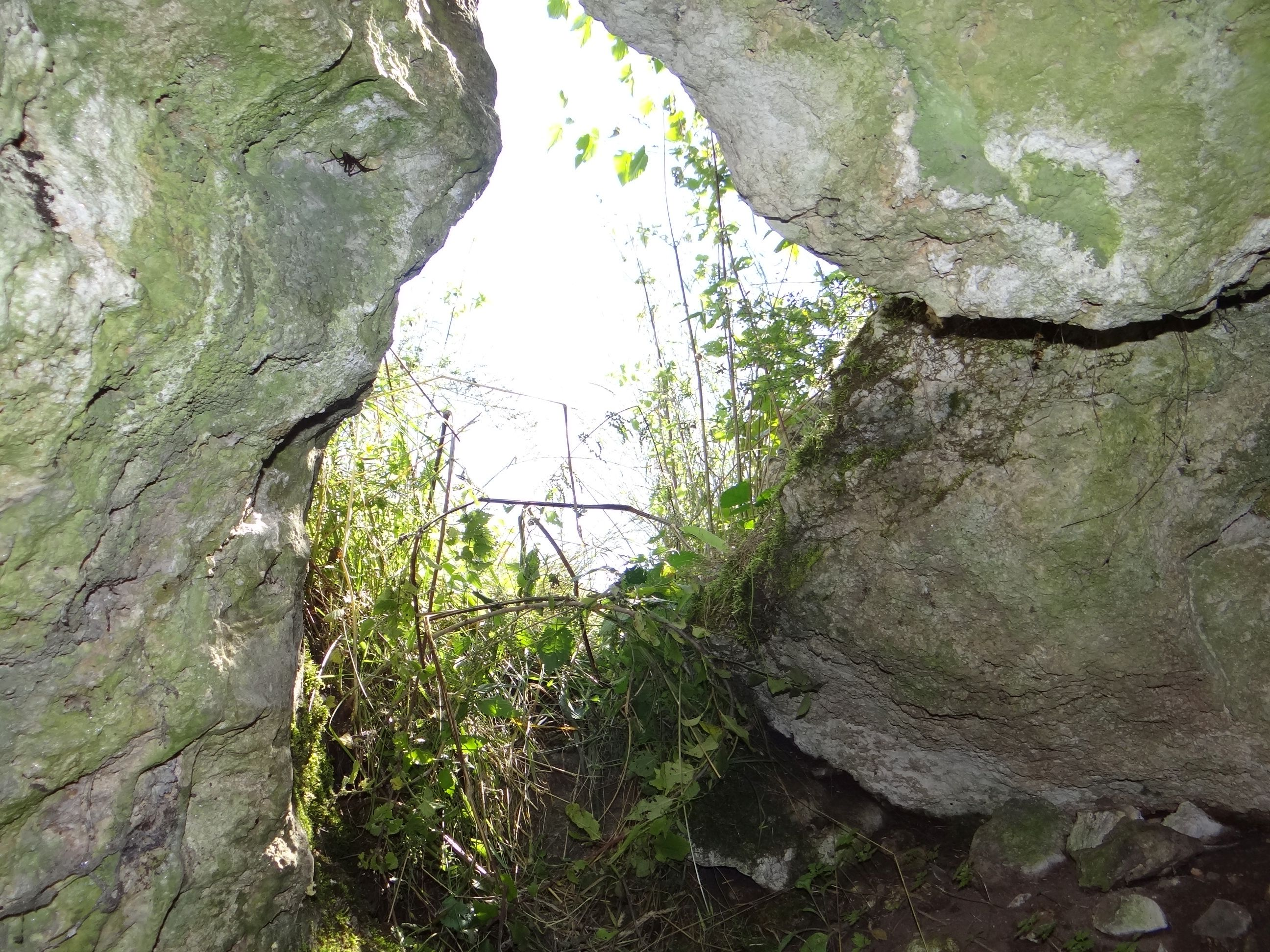